# Волгоградский проспект
Волгогра́дский проспект (до 20 мая 1964 года — Оста́повское шоссе́ и Новоряза́нское шоссе́ в пределах МКАД) — проспект в Центральном и Юго-Восточном административных округах города Москвы. Проходит от площади Крестьянская Застава до Московской кольцевой автомобильной дороги (МКАД). На участке от улицы Талалихина до МКАД является городской автомобильной магистралью с разрешённой скоростью движения 80 км/ч. Нумерация зданий ведётся от площади Крестьянская Застава.
Пересекает Люблинскую улицу, Волжский бульвар, Зеленодольскую улицу, Есенинский бульвар, улицы Академика Скрябина и Ташкентскую. Слева примыкают: улицы Стройковская, Качалинская, Талалихина; Остаповский и 1-й Саратовский проезды; Окская, Жигулёвская, Сормовская улицы; Самаркандский бульвар и Ферганский проезд. Справа примыкают: 2-я Дубровская улица, Большой Симоновский переулок; улицы Мельникова, Новоостаповская, 2-я Машиностроения, Шоссейная, Маршала Чуйкова.

## Происхождение названия
До 1920-х годов части проспекта назывались Дубровским шоссе (от Спасской Заставы до станции Бойня) и Перервинским шоссе (от Бойни до Чесменки; ныне — Остаповский проезд и Шоссейная улица), получившими затем общее название Остаповское шоссе. В 1964 году шоссе, расширенное и переименованное в честь города Волгоград, было продолжено по бывшему Сукину болоту до Новорязанского шоссе.
Топоним «Волгоградский проспект» не совсем верен, так как по направлению к Волгограду ведёт другая автодорога — М6 (Р-22) «Каспий», берущая начало от автодороги М-4 «Дон», а в Москве — от Липецкой улицы. Продолжение Волгоградского проспекта — автодорога М5 «Урал» — ведёт в Рязань, откуда через Ряжск или Пронск можно проехать в Волгоград, но это на 30 км дальше, чем по М6.

## История
Проспект проложен в 1957—1960 годах в результате реконструкции Остаповского шоссе и жилой застройки совхозных полей южнее посёлка Ново-Кузьминки. Образован из следующих частей:
- Остаповское шоссе (между площадью Крестьянская Застава и Остаповским проездом);
- Вновь проложенная спрямляющая магистраль (между Остаповским проездом и Люблинской улицей) через Сукино болото;
- Проезжая улица посёлка Текстильщики;
- Новая прямая магистраль через совхозные поля между улицами Проезжей и Кузьминской (ныне улица Академика Скрябина);
- Отрезок просёлочной дороги между Кузьминской улицей и зданием конюшни Московской ветеринарной академии;
- Вновь спрямляющая дорога через мелиоративные каналы 2-го отделения Совхоза им. Моссовета с выездом на развязку с МКАД. Далее магистраль продолжается как Новорязанское шоссе.

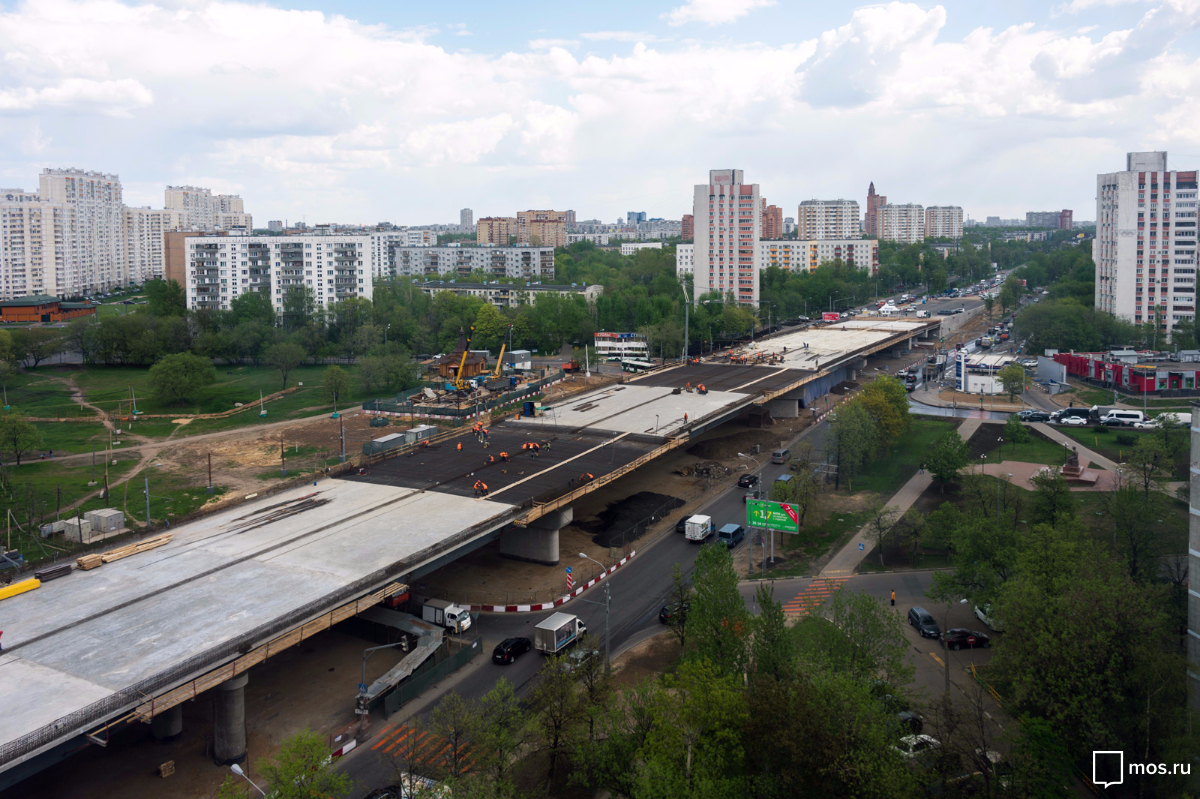
Строительство эстакады на пересечении проспекта с Волжским бульваром (май 2016 года)

В 1960–1964 годах реконструированная и одновременно вновь проложенная вылетная магистраль состояла из трёх частей:
- Остаповское шоссе, от Крестьянской заставы до Текстильщиков (включая старый участок ныне являющийся Остаповским проездом);
- Проезжая улица, от Остаповского шоссе до 1-го Люблинского проезда;
- Новорязанское шоссе, от 1-го Люблинского проезда до МКАД.

20 мая 1964 года новая вылетная магистраль, включающая в себя Остаповское шоссе, Проезжую улицу и Новорязанское шоссе в пределах МКАД, получила название Волгоградский проспект. С 1986 года Новорязанским шоссе официально стала называться часть автодороги от развязки с МКАД до развилки с Рязанским шоссе.
Начальная часть проспекта застроена в 1962—1966 годах. «Под углом к магистрали стоят дома-башни, объединённые стеклянными галереями магазинов, ателье, бытовых мастерских. В доме № 11а в 1966 году вступил в строй один из крупнейших в Москве гастрономов». Значительная часть проспекта в пределах района Новые Кузьминки застроена пятиэтажными «хрущёвками». В 1966 году на проспекте были открыты четыре станции Таганско-Краснопресненской линии метро, а восточнее прошёл открытый участок этой линии. В 2002 году сооружена транспортная развязка с Третьим транспортным кольцом. В 2014 году реконструирована развязка с МКАД, построен дополнительный круговой разъезд. В декабре 2015 года ликвидировано светофорное пересечение с Люблинской улицей, на его месте пущен тоннель. В 2016 году на пересечении с Волжским бульваром открыта для движения новая эстакада, а также вновь проложены дублёры проспекта в направлении к Текстильщикам. В 2021—2022 годах ведётся строительство съездов на строящийся участок Юго-Восточной хорды.

## Примечательные здания и сооружения
По нечётной стороне:
- д. 41 — завод «Спецэлектрод»
- д. 43 — Московский автомобилестроительный колледж
- д. 43, корп. 2 — торгово-сервисный центр «Авилон» (2001—2002, Моспроект-2, архитекторы Александр Асадов, Алексей Асадов)[4][5]
- д. 45 — Московское аэрогеодезическое предприятие (МАГП)
- д. 121 — дом искусств «Кузьминки»; Московский губернский театр (1986)
- д. 163, корп. 3 — управа района Кузьминки
- д. 177 — бывшая станция технического обслуживания и гарантийного ремонта автомобилей «Москвич» (1974; архитекторы В. Алфёров, Н. Писаревский, инженер-конструктор К. Голубина, инженер-технолог В. Кусков; премия Совета Министров СССР за 1975 год)[6]. Ныне торговый центр.

По чётной стороне:

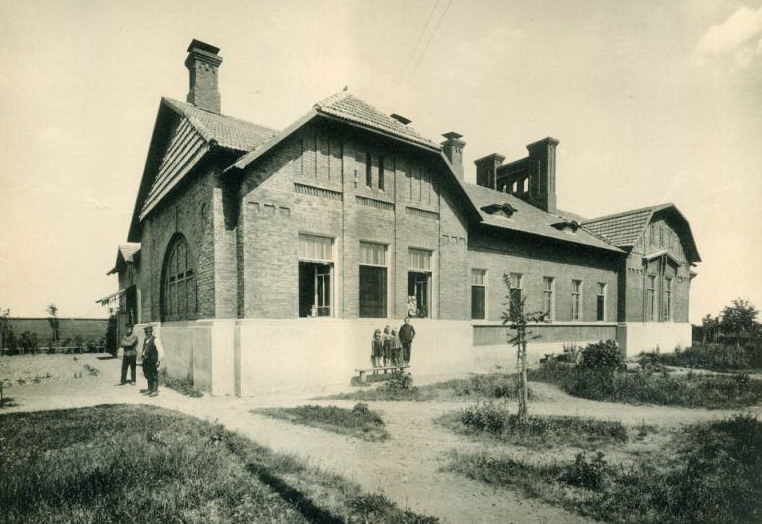
Станция биологической очистки после постройки в 1899—1901 годах (Волгоградский проспект № 36).

- д. 36 — Станция биологической очистки (1899—1901)
- д. 42 — Автомобильный завод «Москвич» (АЗЛК)
- Д. 42 к.7  — Колледж Современного Управления
- д. 46/15 — дворец культуры и спорткомплекс АЗЛК «Москвич» (1977)
- д. 92 — административное здание Сбербанка (1996, архитекторы М. Хазанов, Л. Топчеева)[4]
- д. 168 — госпиталь ветеранов войн № 2 (1972—1989)

## Памятники
- С. А. Есенину (1971, скульптор В. Цигаль) на пересечении с Есенинским бульваром
- М. А. Шолохову (2001, скульпторы В. Глебов, Ю. Дремин) на пересечении с Волжским бульваром

## Транспорт

### Метрополитен
На проспекте находятся станции метро: «Крестьянская застава» Люблинско-Дмитровской линии, «Пролетарская», «Волгоградский проспект», «Текстильщики» и «Кузьминки» Таганско-Краснопресненской линии, «Текстильщики» Большой кольцевой линии, станция Московского центрального кольца «Угрешская», а также станция метро «Юго-Восточная» в 1,3 км от проспекта.

### Железнодорожный транспорт
Рядом с проспектом расположена железнодорожная платформа Текстильщики Курского направления МЖД.

### Автобус
По проспекту проходят автобусы Вк, Вч, т27, т38, м79, 74, 234, 471, 491, 551, 551к, 655, 703, 725, 731, С790, С799 н5.

### Пригородный транспорт
От станции метро «Кузьминки» по Волгоградскому проспекту следуют пригородные автобусы 347, 354, 441, 470, 474, 475, 525, 562, 595, 904.